# 中布達區

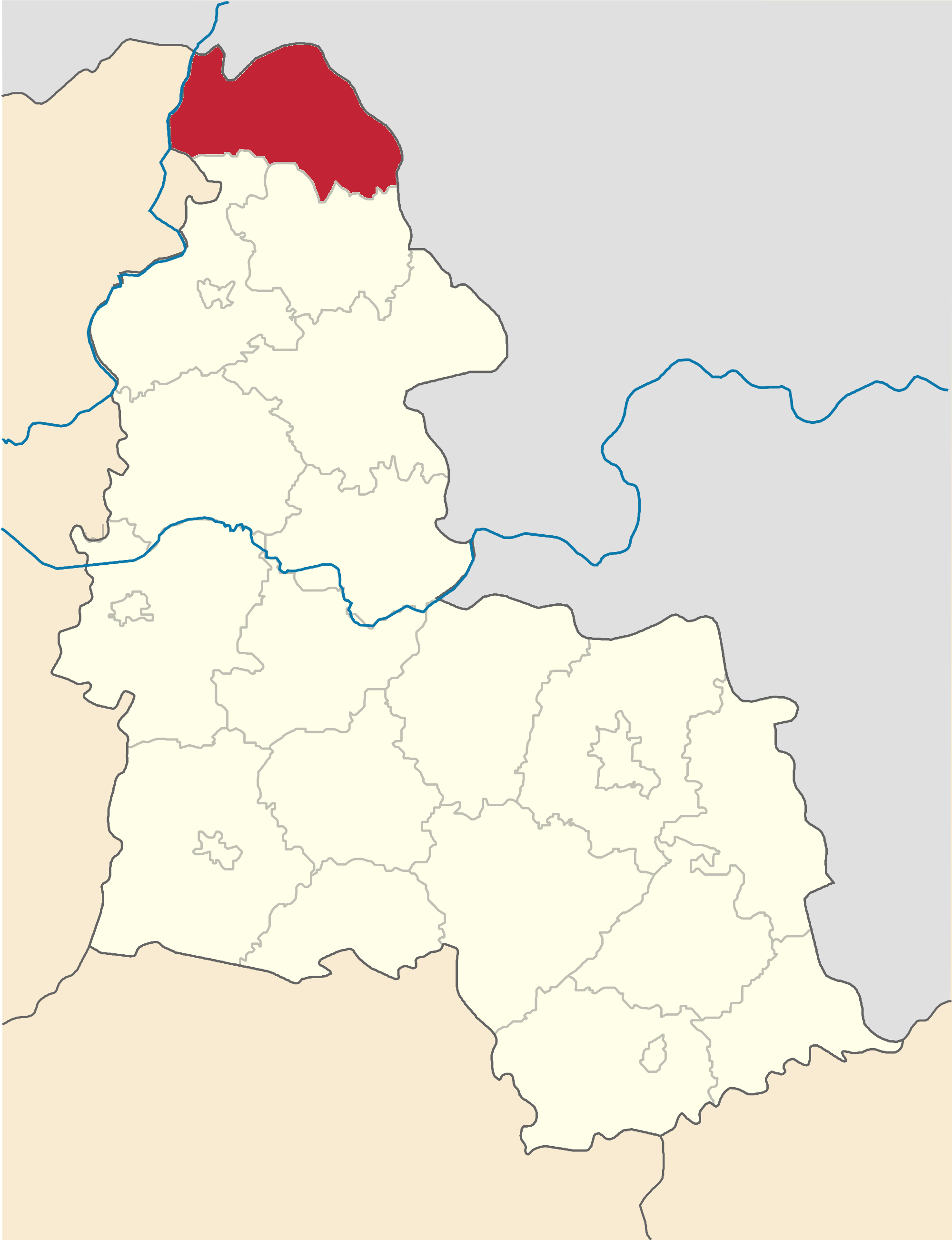
撤销前中布達區在苏梅州的位置

中布達區（烏克蘭語：Середино-Будський район），曾是烏克蘭的一個區，位於該國東北部，由蘇梅州負責管轄，首府設於中布達，面積1,100平方公里，2013年人口17,132，人口密度每平方公里15.57人。
该区在2020年7月18日的乌克兰行政区划改革中被撤销，改革后蘇梅州下分为5个区。